# Cheiro de Amor

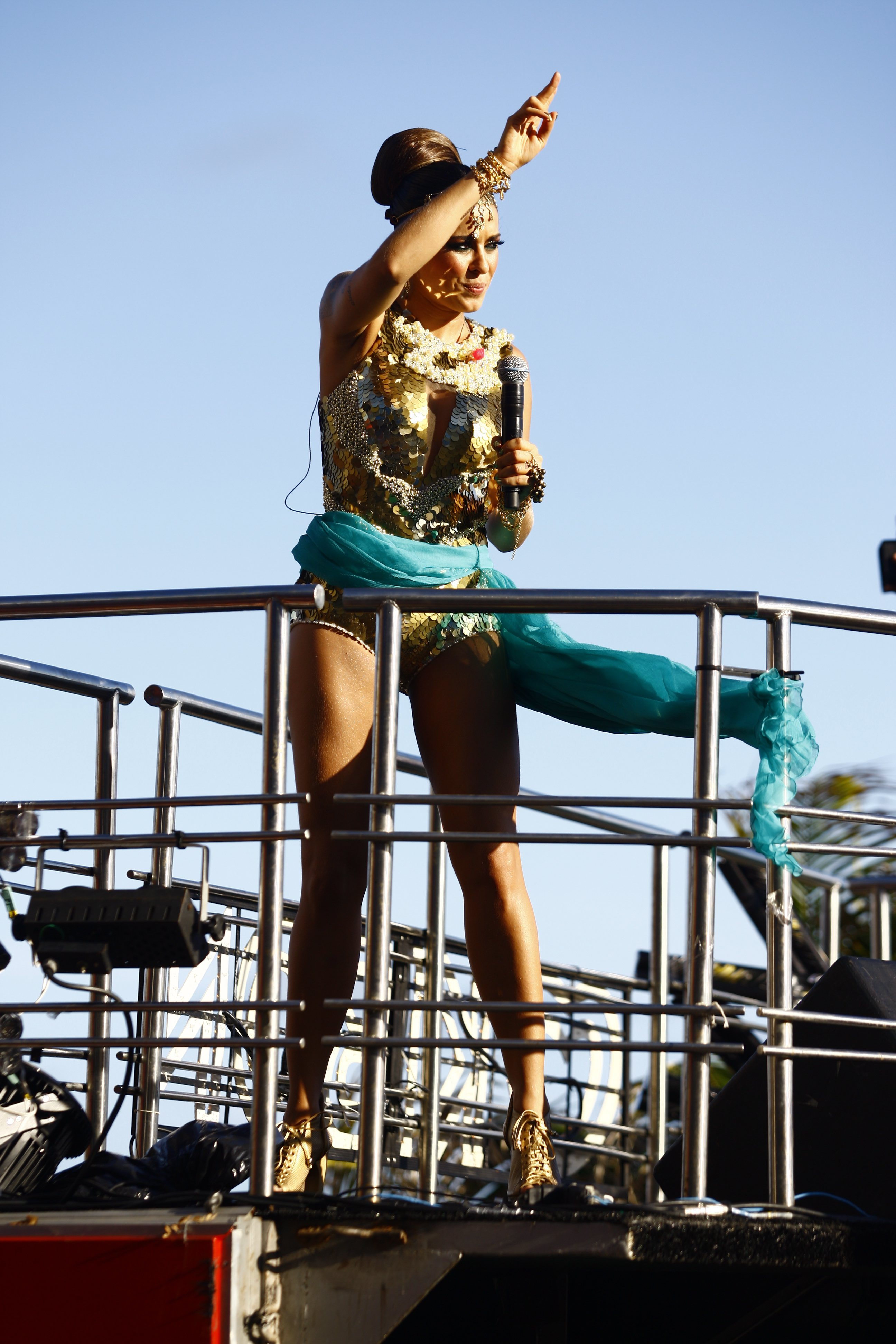
Alinne Rosa, Banda Cheiro de Amor.

Cheiro de Amor est un groupe brésilien de musique axé.

## Discographie

### Chanteuse:Márcia Freire
- 1987 - Pimenta de Cheiro
- 1988 - Salassiê
- 1989 - Festa
- 1990 - Suingue
- 1991 - É o ouro
- 1992 - Bahia
- 1993 - Cheiro ao vivo
- 1994 - Adrenalina
- 1995 - Fantasia
- 1996 - Agitando todas

### Chanteuse:Carla Visi
- 1996 - É demais meu rei
- 1998 - Me chama
- 1999 - Cheiro de festa

### Chanteuse:Márcia Freire
- 2000 - Tô na multidão
- 2002 - Ballet de rua

### Chanteuse:Alyne
- 2003 - Adrenalyne pura
- 2005 - De bem com a vida
- 2005 - Cheiro 25 anos
- 2007 - Tudo mudou de cor